# Sakul Kumtan
Sakul Kumtan es un deportista tailandés que compitió en atletismo adaptado. Ganó una medalla de plata en los Juegos Paralímpicos de Seúl 1988 en la prueba de lanzamiento de jabalina (clase A3A9).

## Palmarés internacional
| Juegos Paralímpicos | Juegos Paralímpicos  | Juegos Paralímpicos | Juegos Paralímpicos |
| Año                 | Lugar                | Medalla             | Prueba              |
| ------------------- | -------------------- | ------------------- | ------------------- |
| 1988                | Seúl (Corea del Sur) | Medalla de plata    | Jabalina A3A9       |